# Yaron Ben-Dov
Yaron Ben-Dov (Netanya, 11 de enero de 1970-6 de enero de 2017) fue un futbolista israelí que jugaba en la demarcación de defensa.

## Selección nacional
Jugó un partido con la selección de fútbol de Israel el 8 de abril de 1992 en calidad de amistoso contra Islandia que finalizó con un resultado de empate a dos tras los goles de Itzik Zohar y Avi Cohen por parte de Israel, y de Sigurður Grétarsson y Arnar Grétarsson por parte de Islandia.

## Clubes
| Club                   | País   | Año         | Partidos | Goles |
| ---------------------- | ------ | ----------- | -------- | ----- |
| Maccabi Netanya        | Israel | 1989 - 1993 | 48       | 2     |
| Hapoel Tel Aviv FC     | Israel | 1993 - 1994 | 31       | 0     |
| Ironi Rishon LeZion FC | Israel | 1994 - 1997 | 71       | 0     |